# معدن کوه رحمت ۱
معدن کوه رحمت ۱ مربوط به دوره هخامنشی است و در شهرستان مرودشت، بخش مرکزی، شمال شهر تاریخی استخر واقع شده و این اثر در تاریخ ۱۹ مرداد ۱۳۸۴ با شمارهٔ ثبت ۱۲۷۷۳ به‌عنوان یکی از آثار ملی ایران به ثبت رسیده است.